# Bamako
Bamako Mali fővárosa és egyben legnagyobb városa. Itt található az ország közigazgatási, politikai, gazdasági és közlekedési központja is. A város a Niger folyó mentén terül el. A város 1 690 471 fős lakosságával (2006) Mali legnépesebb települése is. Itt ért véget a Budapest–Bamako-rali.

## Éghajlat
Éghajlata szavanna éghajlat, évi középhőmérséklete 28 °C. A nagy meleg és a viszonylag kevés csapadék jellemzi (1000 mm). A nyári hónapok középhőmérséklete 26-27 °C, de a 85%-ot is meghaladó páratartalom még az edzettebb helyi lakosokat is megviseli. Csapadékának nagy részét a főváros a júniustól októberig tartó esős évszakban kapja. A novemberben kezdődő száraz évszak elején a középhőmérséklet tovább csökken, decemberben átlag 24 °C, de áprilisra újra 33 °C-ra forrósodik fel.
| Hónap                                                            | Jan. | Feb. | Már. | Ápr. | Máj. | Jún. | Júl. | Aug. | Szep. | Okt. | Nov. | Dec. | Év   |
| ---------------------------------------------------------------- | ---- | ---- | ---- | ---- | ---- | ---- | ---- | ---- | ----- | ---- | ---- | ---- | ---- |
| Átlagos max. hőmérséklet (°C)                                    | 33,4 | 36,4 | 39,5 | 39,6 | 39,5 | 35,3 | 32,1 | 31,1 | 32,2  | 34,6 | 35,3 | 33,4 | 35,2 |
| Átlagos min. hőmérséklet (°C)                                    | 17,0 | 19,9 | 22,9 | 25,2 | 25,4 | 23,6 | 22,2 | 21,8 | 21,6  | 21,3 | 18,4 | 16,8 | 21,3 |
| Átl. csapadékmennyiség (mm)                                      | 1    | 1    | 2    | 19   | 54   | 132  | 224  | 290  | 195   | 66   | 5    | 1    | 990  |
| Forrás: World Meteorological Organization, Hong Kong Observatory |      |      |      |      |      |      |      |      |       |      |      |      |      |

## Történelem

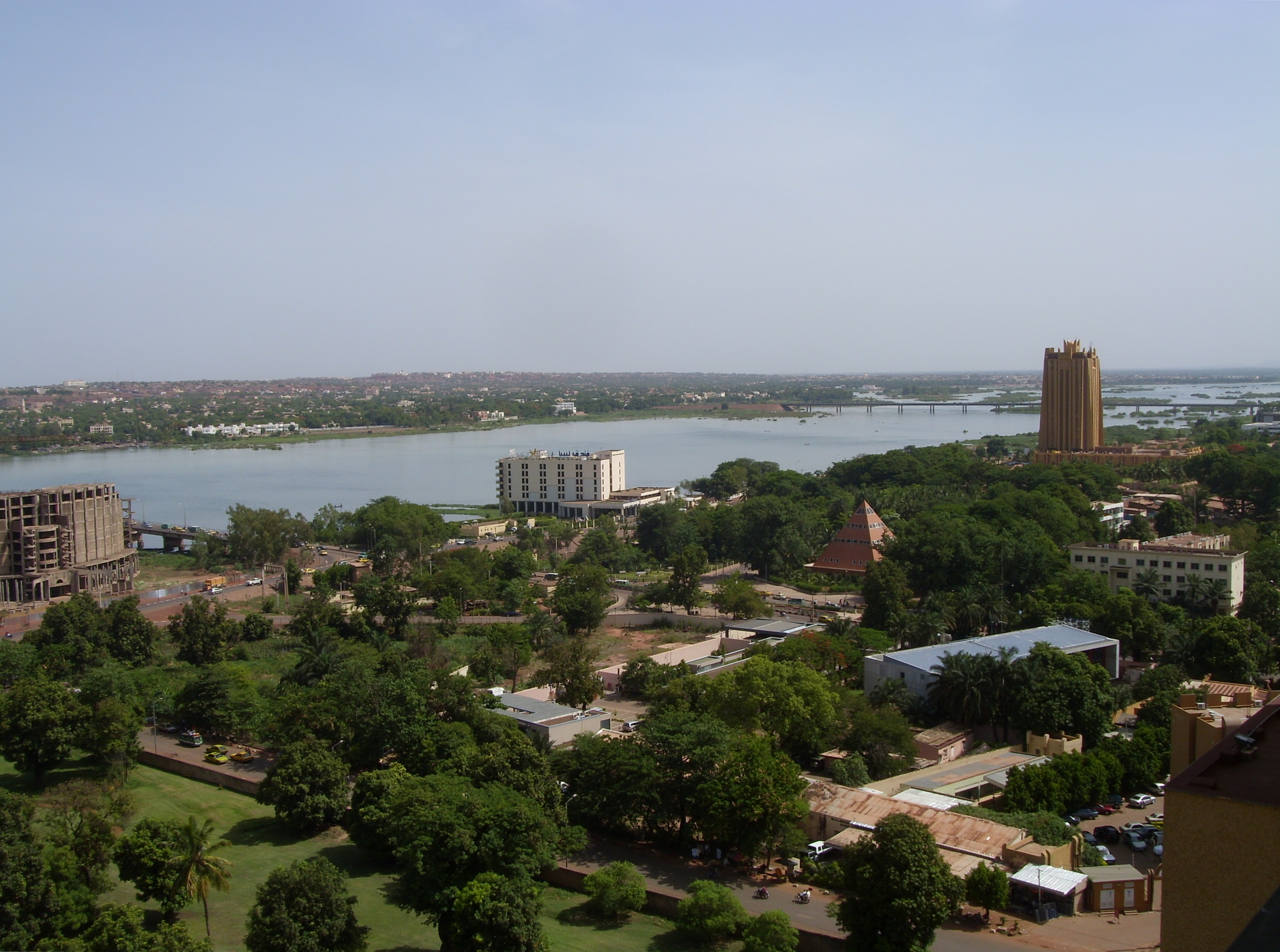
Bamako egy látképe

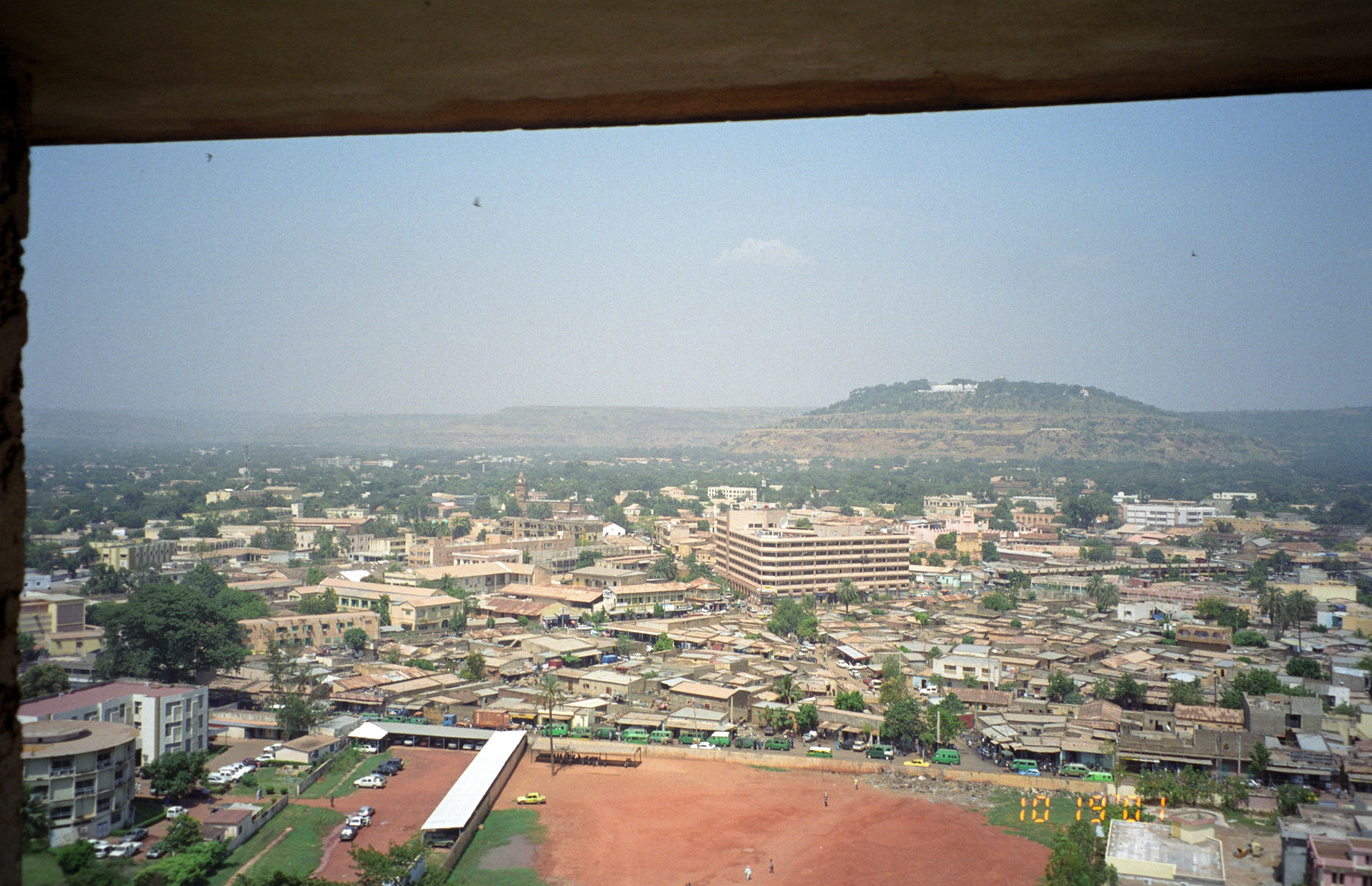
A város a Hotel de lAmitie-ból

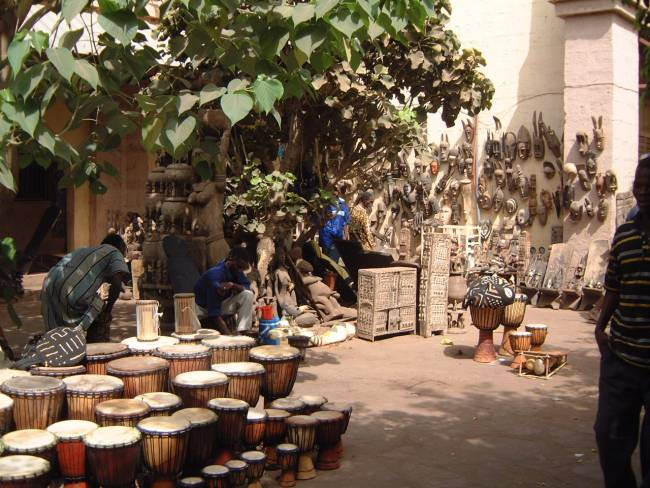
Bamako kézműveseinek munkái

Bamakót 1650-ben alapították, hosszú ideig jelentéktelen halászfalu és sókereskedelmi központ volt. A település nevét valószínűleg a krokodilokban gazdag folyóról kapta. Bamako jelentése egyes feltevések szerint "város a krokodil folyón". A falánk krokodilok a város címerébe is bekerültek.
Mali mai területén a francia gyarmatosítók az 1800-as évek közepe táján jelentek meg. Először a Niger középső szakaszán fekvő Timbuktut hódították meg. Az akkor 800 lakosú Bamakót 1883-ban foglalták el.
A 19. század vége felé Franciaország teljesen hatalmába kerítette Malit. A kis városkából Felső-Szenegál-Niger gyarmat egy körzetének közigazgatási központja (1899), majd az egész gyarmat székhelye (1908), 1920-tól pedig Francia Szudán fővárosa lett. Fejlődését nagyban elősegítette a Kayesbe vezető vasútvonal megnyitása (1904).

## Gazdaság

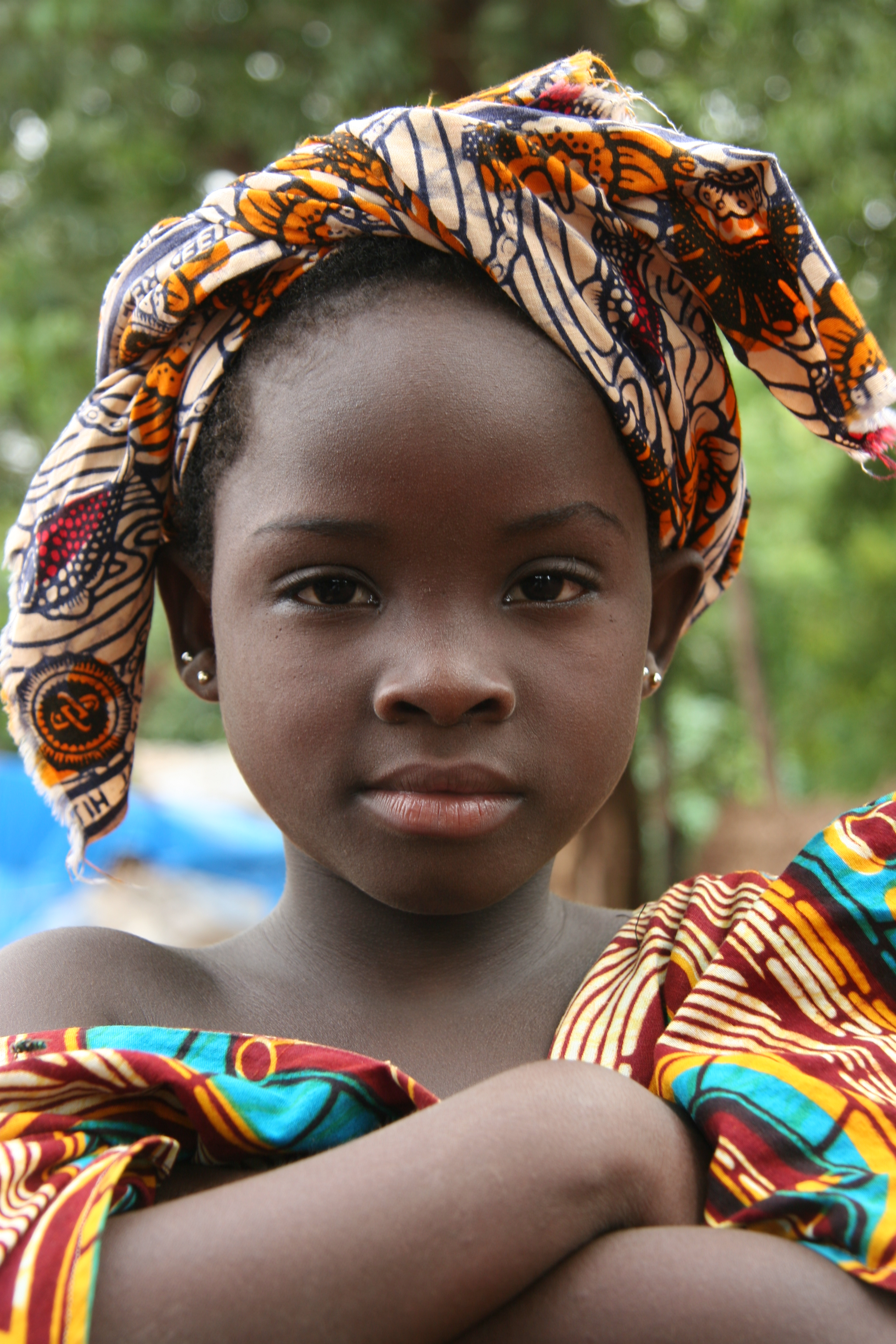
Kislányportré Bamakóból

Bamako Mali központja, melynek vonzereje a fejletlen agrárország egész területére kiterjed.
Az ország feldolgozóiparának csaknem a fele a fővárosba összpontosul.
Az itt levő - nagyobbrészt közepes méretű - üzemek gyapotot, bőrt dolgoznak fel, motorkerékpár összeszerelő üzem, mezőgazdasági gépgyár, olajütők, rizshántoló üzem található még itt.
Bamako közelében a Niger folyón kis vízerőmű (Sotouba) is működik.
Kézműiparát elsősorban az elefántcsont-faragványok, az ötvösékszerek és a bőráru kikészítés jellemzi.
Az ország külkereskedelmének nagy része is Bamakón keresztül bonyolódik.
A fővárosból sugárirányba szétfutó közutakon érkeznek ide a legfontosabb exporttermékek, mint például a rizs, gyapot, földimogyoró, gumiarábikum és az élőállat.

## Közlekedés
A főváros országos jelentőségű közlekedési csomópont. Mali közlekedési tengelye a Niger, mely az év második felére eső magas vízállás idején két hosszú szakaszon hajózható.
A Bamako-Dakar vasútvonal 1923-ra épült meg, melynek végállomása is itt található. A két hajózható Niger szakasz között, valamint a Szenegál-folyó vidéke és a tengerpart felé a Koulikoro-Bamako-Dakar vasútvonal teremt kapcsolatot.
A közelmúltig (2007-ig) gyakorlatilag nem létezett szervezett tömegközlekedés Bamakoban, a feladatot magánvállalkozás keretei között működő kisbuszok
és taxik látták el. A hagyományos közlekedési eszközök használatát (lovaskocsi, szekerek, kordék) már az 1990-es években betiltották. 

Nemzetközi repülőtere (mely egyben Mali legnagyobb ilyen létesítménye) a Bamako-Sénoui nemzetközi repülőtér.

## Kultúra
Néhány bamakói intézmény, kulturális létesítmény:
- Bamakói Nagy Mecset
- Mali Nemzeti Múzeum
- Muso Kunda Múzeum
- Bamakói Regionális Múzeum
- Bamakói Állatkert

## Testvértelepülések
- Angers, Franciaország
- Bobo Dioulasso, Burkina Faso
- Dakar, Szenegál
- Lipcse, Németország
- Rochester, USA
- São Paulo, Brazília